# Pimpf

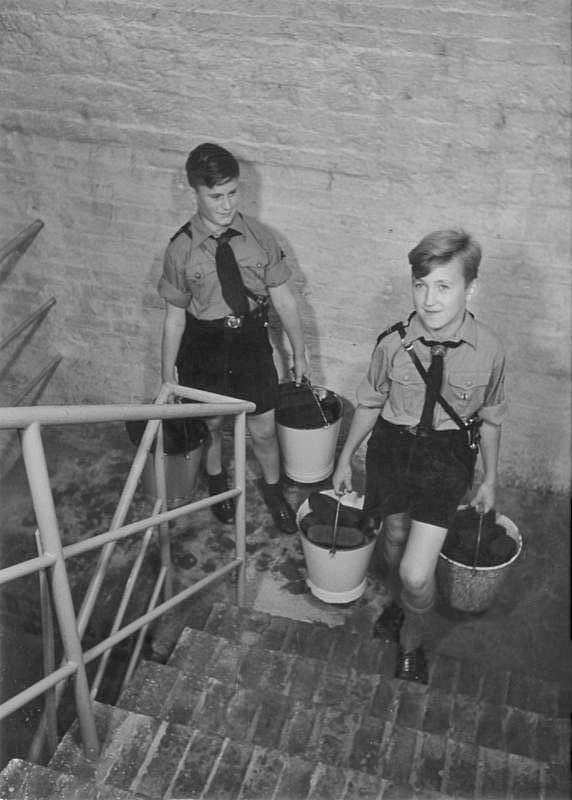
Due membri della Deutsche Jungvolk che prestano servizio comunitario

Pimpf è un termine colloquiale della lingua tedesca che indica un giovane non ancora giunto alla fase della pubertà. Pertanto, nella lingua italiana, pimpf si può tradurre in "ragazzino" o "piccoletto".

## Etimologia
La parola pimpf nasce da quello che, in tedesco, è il suono onomatopeico di una flatulenza.

## Storia
Nella Germania nazista, la parola pimpf veniva usata per indicare gli appartenenti alla Deutsches Jungvolk, di cui facevano parte i membri più giovani della Gioventù hitleriana. I pimpf avevano un'età compresa tra i dieci e i quattordici anni, e veniva insegnato a loro ad essere fedeli al Führer e al regime. L'appartenenza alla Gioventù hitleriana fu fortemente incoraggiata e incentivata tra la metà e la fine degli anni trenta, e resa obbligatoria dal 1939.
Oggi il lemma pimpf è caduto in disuso.